# Расподела вероватноће
У теорији вероватноће и статистици, расподела вероватноће је математичка функција која даје вероватноћу појаве различитих могућих исхода у експерименту. У техничком смислу, дистрибуција вероватноће је опис рандомне појаве у погледу вероватноће догађаја. На пример, ако би се случајна променљива X користила за означавање исхода бацања новчића („експеримент”), тада би расподела вероватноће од X добила вредност 0,5 за X = главе, и X = писмо (под претпоставком да је кованица поштена). Примери рандомних појава обухватају резултате експеримента или истраживања.
Расподела вероватноћа се наводи на бази исходишног простора узорка, који је скуп свих могућих исхода случајне појаве која се посматра. Простор узорка може бити скуп реалних бројева или скуп вектора, или може бити списак ненумеричких вредности; на пример, узорак простора бацања кованице био би {глава, писмо} 
Расподеле вероватноће углавном се деле у две класе. Дискретна расподела вероватноће (примењива на сценарије у којима је скуп могућих исхода дискретан, попут бацања кованице или коцке) може се кодирати дискретном листом вероватноћа исхода, познатом као функција вероватноће. С друге стране, континуирана расподела вероватноће (примењива на сценарије у којима скуп могућих исхода може да поприми вредности у непрекидном распону (нпр. реални бројеви), попут температуре датог дана) типично се описује функцијама густине вероватноће (са вероватноћом да је сваки појединачни исход заправо 0). Нормална расподела је уобичајена непрекидна расподела вероватноће.
Сложенији експерименти, попут оних који укључују стохастичке процесе дефинисанe у континуираном времену, могу захтевати употребу општијих мера вероватноће.
Расподела вероватноће чији је простор узорка једнодимензионалан (на пример реални бројеви, листа натписа, уређене ознаке или бинарне вредности) назива се униваријантном, док се расподела чији је простор узорка векторски простор димензије 2 или више назива мултиваријантном. Униваријантна расподела даје вероватноће да једна случајна променљива поприми различите алтернативне вредности; мултиваријантна дистрибуција (здружена дистрибуција вероватноће) даје вероватноће да случајни вектор - листа са две или више случајних променљивих - поприми различите комбинације вредности. Важне и уобичајене расподеле вероватноће укључују биномну расподелу, хипергеометријску расподелу и нормалну расподелу. Мултиваријантна нормална расподела је често присутна мултиваријантна расподела.

## Увод
Да би се дефинисале расподеле вероватноће за најједноставније случајеве, потребно је разликовати дискретне и континуиране случајне променљиве. У дискретном случају довољно је одредити функцију вероватноће {\displaystyle p} која додељује вероватноћу сваком могућем исходу: на пример, приликом бацања коцке, свака од шест вредности 1 до 6 има вероватноћу 1/6. Вероватноћа догађаја се тада дефинише као збир вероватноћa исхода који задовољавају догађај; на пример, вероватноћа догађаја „бацање коцке даје парну вредност” је
{\displaystyle p(2)+p(4)+p(6)=1/6+1/6+1/6=1/2.}
У контрасту с тим, када случајна променљива поприма вредности из континуума онда типично сваки појединачни исход има нулту вероватноћу, и само догађаји који укључују бесконачно много исхода, као што су интервали, могу имати позитивну вероватноћу. На пример, вероватноћа да неки предмет тежи тачно 500 g је нула, јер вероватноћа мерења тачно 500 g тежи нули са повећањев тачности наших мерних инструмената. Ипак, у контроли квалитета може се захтевати да вероватноћа да пакет од 500 g садржи између 490 g и 510 g не буде мања од 98%, и тај захтев је мање осетљив на тачност мерних инструмената.
Континуирана расподела вероватноће може се описати на више начина. Функција густине вероватноће описује инфинитезималну вероватноћу било које дате вредности, и вероватноћа да се исход налази у датом интервалу може се израчунати интегрисањем функције густине вероватноће током тог интервала. С друге стране, функција кумулативне расподеле описује вероватноћу да случајна променљива није већа од дате вредности; вероватноћа да се исход налази у датом интервалу може се израчунати узимајући разлику између вредности функције кумулативне дистрибуције на крајњим тачкама интервала. Кумулативна функција расподеле је антидериват функције густине вероватноће под условом да потоња функција постоји.

## Дефиниција
Расподела вероватноће је ненегативна функција ƒ дефинисана на скупу реалних бројева {\displaystyle \ \scriptstyle \mathbb {R} ,\ }, таква да је вероватноћа да случајна променљива узме вредност из интервала [, ] за свако  дата интегралом: {\displaystyle \int _{a}^{b}f(x)\,dx.} Интеграл функције ƒ на целом скупу {\displaystyle \ \mathbb {R} \ } једнак је 1.

## Општа дефиниција вероватноће
Расподела вероватноће се може описати у различитим облицима, као што је функција вероватноће или функција кумулативне дистрибуције. Један од најопштијих описа, који се примењује за апсолутно континуиране и дискретне променљиве, је помоћу функције вероватноће {\displaystyle P\colon {\mathcal {A}}\to \mathbb {R} } чији улазни простор {\displaystyle {\mathcal {A}}} је σ-алгебра, која даје вероватноћу реалног броја као свој излаз, посебно број у {\displaystyle [0,1]\subseteq \mathbb {R} }.
Функција вероватноће {\displaystyle P} може узети као аргумент подскупове самог простора узорка, као у примеру бацања новчића, где је функција {\displaystyle P} дефинисана тако да је P(глава) = 0.5 и P(реп) = 0.5. Међутим, због широке употребе рандомних променљивих, које трансформишу простор узорка у скуп бројева (нпр. {\displaystyle \mathbb {R} }, {\displaystyle \mathbb {N} }), то је више уобичајено за проучавање дистрибуција вероватноће чији су аргументи подскупови ових посебних врста скупова (скупова бројева), и све дистрибуције вероватноће о којима се говори у овом чланку су овог типа. Уобичајено је да се означава као {\displaystyle P(X\in E)} вероватноћа да одређена вредност променљиве {\displaystyle X} припада одређеном догађају {\displaystyle E}.
Горња функција вероватноће карактерише дистрибуцију вероватноће само ако задовољава све Колмогоровљеве аксиоме, то јест:
1. {\displaystyle P(X\in E)\geq 0\;\forall E\in {\mathcal {A}}}, тако да је вероватноћа ненегативна
2. {\displaystyle P(X\in E)\leq 1\;\forall E\in {\mathcal {A}}}, тако да ниједна вероватноћа не прелази {\displaystyle 1}
3. {\displaystyle P(X\in \bigcup _{i}E_{i})=\sum _{i}P(X\in E_{i})} за било коју дисјунктурну породицу скупова {\displaystyle \{E_{i}\}}

Концепт функције вероватноће постаје ригорознији тако што се дефинише као елемент простора вероватноће {\displaystyle (X,{\mathcal {A}},P)}, где је {\displaystyle X} је скуп могућих исхода, {\displaystyle {\mathcal {A}}} је скуп свих подскупова {\displaystyle E\subset X} чија се вероватноћа може измерити, а {\displaystyle P} је функција вероватноће, или мера вероватноће, која додељује вероватноћу сваком од ових мерљивих подскупова {\displaystyle E\in {\mathcal {A}}}.